# Court-Saint-Etienne

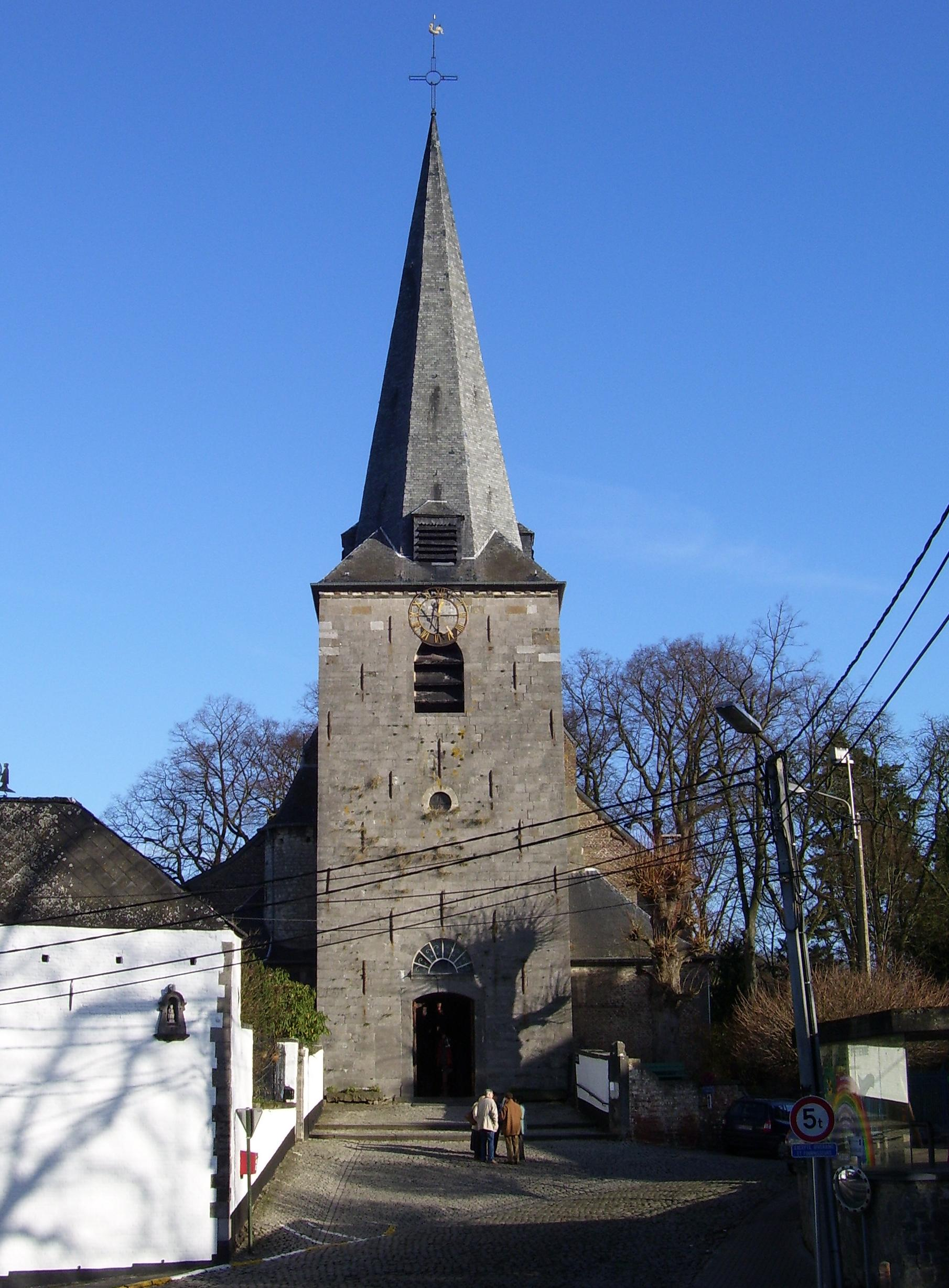
Stefanskirche

Court-Saint-Etienne (wallonisch Coû-Sint-Stiene) ist eine Gemeinde in der französischsprachigen Provinz Wallonisch-Brabant in Belgien.

## Geografie

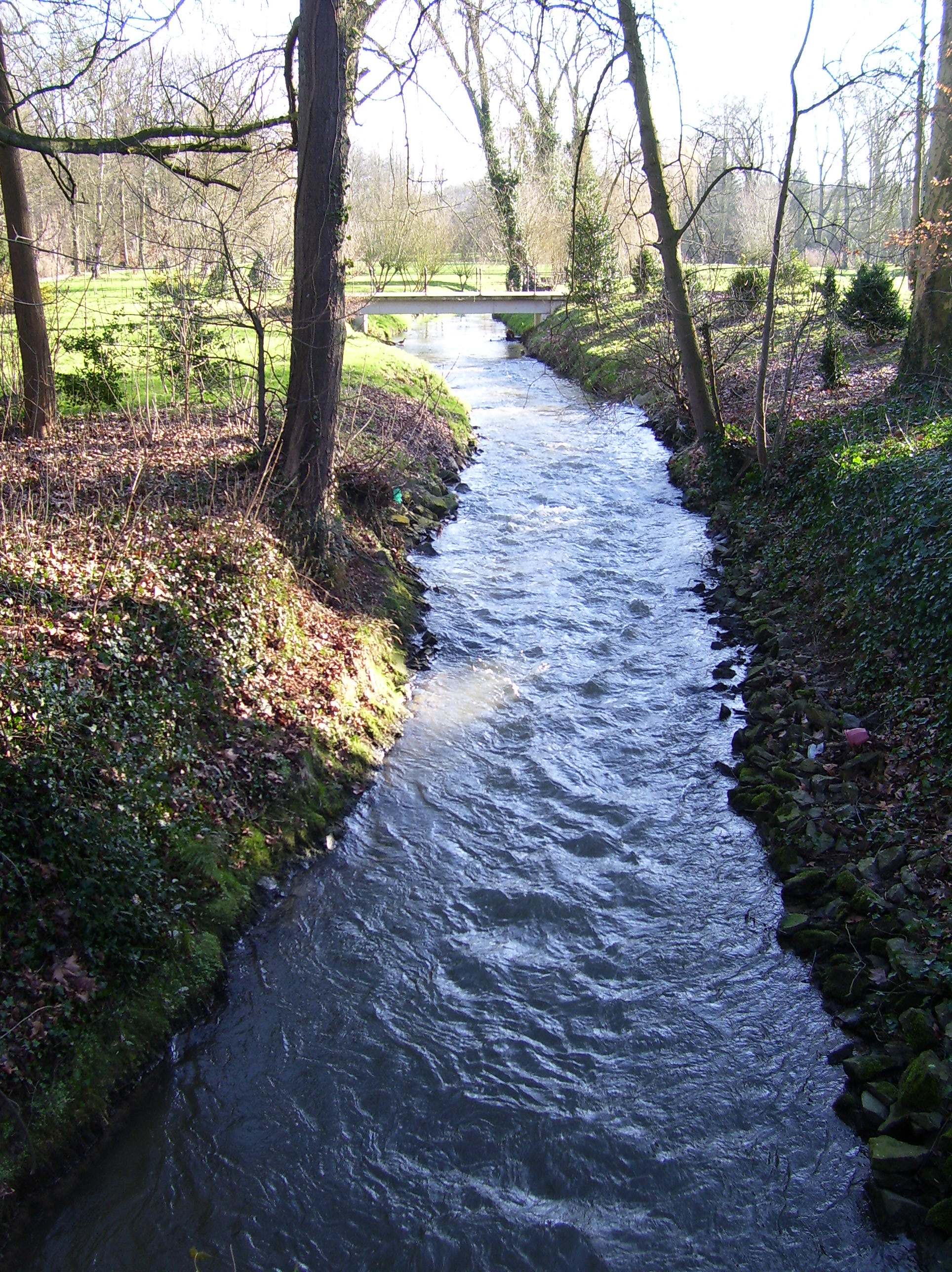
Thyle

Durch das Stadtgebiet fließen drei Wasserläufe, die Dyle, die Thyle und die Orne. Die Dyle besitzt das engste Flusstal von den dreien mit einer starken Steigung von der Wasseroberfläche auf 60 Meter Höhe zum Rand in 100 Metern Höhe. Im Park des ehemaligen Schlosses von Court-Saint-Etienne mündet die Orne in die Thyle, welche wiederum in die Dyle fließt.

## Politik

### Gemeinderat
Der Gemeinderat (Conseil Communal) hat 22 Mitglieder, aus ihm heraus wird das Collège mit dem Bürgermeister und vier Schöffen (Echevins) gebildet.

### Wappen
Seit dem 5. März 1914 führt Court-Saint-Etienne einen gevierten Schild als Wappen. Das erste Feld in silber zeigt einen grünen Berg in Anspielung auf die zahlreichen Hügelgräber, die in dieser Gegend gefunden wurden. Das zweite in gold zeigt den heiligen Stefan (Saint Etienne) in blauem Gewand. Das dritte in silber zeigt einen grünen Baum, den Arbre de la Justice (Baum des Gerichts), der sich einst auf dem höchsten Punkt der Stadt befand und zur Hinrichtung der Schuldigen diente. Das vierte zeigt ein goldenes Getrieberad auf sandfarbenem Grund, welches für die metallverarbeitende Industrie steht, die der Stadt Wohlstand gebracht hat.